# Josef Hanika (politik)
Josef Hanika (1832 – 31. srpna 1917 Stod) byl rakouský politik německé národnosti z Čech, v 2. polovině 19. století poslanec Říšské rady.

## Biografie
Vystudoval práva, pracoval jako notář ve Stodu. Po delší dobu působil coby okresní starosta. Byl předsedou správní rady akciového pivovaru ve Stodu a zasedal v notářském kolegiu okresního soudu v Plzni.
V doplňovacích volbách roku 1864 byl zvolen na Český zemský sněm. Na sněm se vrátil v doplňovací volbě 18. října 1869, kdy uspěl za kurii venkovských obcí, obvod Horšovský Týn, Hostouň, Ronšperk. Zemský sněm ho roku 1869 zvolil i do Říšské rady. 14. prosince 1869 složil slib. Zastupoval liberální provídeňskou a centralistickou Ústavní stranu.
Zemřel v srpnu 1917.